# باك بيرس
باك بيرس (بالإنجليزية: Buck Pierce)‏ هو لاعب كرة القدم الكندية أمريكي، ولد في 15 نوفمبر 1981 في هتشنسون في الولايات المتحدة.